# Ovalipes punctatus
Ovalipes punctatus is een krabbensoort uit de familie van de Polybiidae. De wetenschappelijke naam van de soort is voor het eerst geldig gepubliceerd in 1833 door de Haan.